# Суру (приток Шинго)
Суру (Карча-Нар, в верховье Сангпо) — река в Ладакхе. Впадает в Шинго (приток Инда) справа, в 5 км выше Каргила.
Русло реки пролегает вдоль северного и западного подножия хребта Занскар и через округ Каргил. Её истоки, формируемые таянием ледников (в частности, ледника Панзелла), расположены высоко в горах. В основном протекает по высокогорью, на высотах около 3000 м над уровнем моря. У города Кхарула сливается с рекой Драс; пятью километрами ниже по течению объединённое русло пересекает Линию контроля, продолжаясь на территории Гилгит-Балтистана.
С середины ноября, когда температуры падают ниже нуля, до мая долина Суру покрыта толстым слоем снега. С наступлением тёплого сезона температуры в долине быстро повышаются, и воды Суру и её притоков играют важную роль в местном сельском хозяйстве.